# Kaczuszki
Kaczuszki – popularna piosenka skomponowana przez szwajcarskiego muzyka Wernera Thomasa w latach 50. XX wieku.
Werner Thomas pracował jako akordeonista w restauracji Cava Grischa w narciarskim kurorcie Davos. W 1957 opracował melodię, nazwaną Ententanz (Taniec kaczek), trzy lata później zaczął ją wykonywać podczas występów w restauracji. W 1973 belgijski producent muzyczny Louis van Rijmenant 
wydał utwór Thomasa na singlu jako piosenkę "La danse des canards". 
Znaczną popularność przyniosły piosence covery nagrane na początku lat 80., m.in. przez holenderską grupę De Electronica's, czy belgijskiego wokalistę J.J. Lionela, którego wykonanie, wydane na singlu uzyskało sprzedaż na poziomie 3,5 mln egzemplarzy, co zaowocowało wpisem do księgi rekordów Guinnessa.
Piosenka i towarzyszący jej charakterystyczny taniec stały się częstym elementem wesel i przyjęć.